# Kōshi
Kōshi (合志市 Kōshi-shi?) es una ciudad en la prefectura de Kumamoto, Japón, localizada en la parte suroeste de la isla de Kyūshū. El 1 de marzo de 2021 tenía una población estimada de 61 997 habitantes y una densidad de población de 1166 personas por km².

## Geografía
Kōshi se encuentra en una región interior del norte de la prefectura de Kumamoto. En la parte norte de la ciudad, hay una vasta tierra agrícola cubierta de humus llamado kuroboshi, formada de cenizas volcánica procedentes del monte Aso. Limita con las ciudades de Kumamoto y Kikuchi y con los pueblos de Kikuyō y Ōzu.

## Historia
La ciudad moderna de Kōshi fue establecida el 27 de febrero de 2006, a partir de la fusión del antiguo pueblo de Kōshi, con Nishigoshi (ambos del distrito de Kikuchi). Fue la decimocuarta «gran fusión en la era Heisei» en la prefectura de Kumamoto.

## Demografía
Según los datos del censo japonés, la población de Kōshi ha aumentado rápidamente en los últimos 50 años.
| Gráfica de evolución demográfica de Kōshi entre 1940 y 2015 |
|                                                             |
| Oficina de Estadísticas de Japón                            |